# Giải bóng đá vô địch quốc gia 2004 (kết quả chi tiết)
Dưới đây là kết quả chi tiết Giải bóng đá vô địch quốc gia 2004 với 14 câu lạc bộ tham dự.

## Vòng 1
Giải bóng đá vô địch quốc gia Kinh Đô 2004 khởi tranh vào ngày 4 tháng 1 năm 2004.
Vòng 1 tổng cộng có 48.500 khán giả (trung bình  8.083 người/trận), 11 bàn thắng (1,83 bàn/trận), 16 thẻ vàng (2,66 thẻ/trận) và 1 thẻ đỏ (0,16 thẻ/trận).
| LG.HN.ACB      | 1–0      | Hải Phòng |
| -------------- | -------- | --------- |
| - Achilefu 82' | Chi tiết |           |

| Hoàng Anh Gia Lai                                                          | 4–0      | Bình Định     |
| -------------------------------------------------------------------------- | -------- | ------------- |
| - Nguyễn Minh Hải 42', 60' - Ngô Quang Trường 55' - Kiatisuk Senamuang 61' | Chi tiết | - Võ Tấn Thật |

| Nam Định                             | 2–1 | Thể Công                                    |
| ------------------------------------ | --- | ------------------------------------------- |
| - Nguyễn Trung Kiên 18' - Amaobi 38' |     | - Nguyễn Hải Long 52' - Thạch Bảo Khanh 81' |

| Gạch Đồng Tâm Long An                      | 2–1 | Đồng Tháp         |
| ------------------------------------------ | --- | ----------------- |
| - Lê Thanh Xuân 28' - Carlos Rodrigues 29' |     | - Ngô Bá Hùng 68' |

| Đà Nẵng | 0–0 | Sông Lam Nghệ An |
| ------- | --- | ---------------- |
|         |     |                  |

| Ngân hàng Đông Á Thép Pomina | 0–0      | Bình Dương |
| ---------------------------- | -------- | ---------- |
|                              | Chi tiết |            |

## Vòng 2
| Hải Phòng          | 1–4 | Nam Định                                                          |
| ------------------ | --- | ----------------------------------------------------------------- |
| Tô Đức Cường 90+4' |     | - Amaobi 23', 56' - Nguyễn Trung Kiên 49' - Nikolay Tkachenko 63' |

| Thể Công | 0–3      | LG.HN.ACB                                |
| -------- | -------- | ---------------------------------------- |
|          | Chi tiết | - Achilefu 14', 45+2' - Vũ Thanh Sơn 79' |

| Sông Lam Nghệ An     | 1–0      | Ngân hàng Đông Á Thép Pomina |
| -------------------- | -------- | ---------------------------- |
| - Phạm Văn Quyến 47' | Chi tiết | - Sakda Joemdee 43'          |

| Bình Dương            | 1–1      | Đà Nẵng                    |
| --------------------- | -------- | -------------------------- |
| - Park Sung-kwang 43' | Chi tiết | - Nuro Amiro Tualbudine 9' |

| Bình Định                                                              | 4–1      | Gạch Đồng Tâm Long An |
| ---------------------------------------------------------------------- | -------- | --------------------- |
| - Nguyễn Phi Hùng 18', 80' - Nguyễn Thành Lợi 59' - Nguyễn Văn Tâm 88' | Chi tiết | - Trương Văn Tâm 2'   |

| Đồng Tháp | 0–2 | Hoàng Anh Gia Lai          |
| --------- | --- | -------------------------- |
|           |     | - Nguyễn Minh Hải 49', 90' |

## Vòng 3
Cả 6 trận đấu ở vòng 3 đều diễn ra vào ngày 18 tháng 1, sau đó các đội sẽ bước vào kỳ nghỉ Tết kéo dài 3 tuần.
| Hải Phòng                                                   | 3–1 | Thể Công             |
| ----------------------------------------------------------- | --- | -------------------- |
| - Mai Ngọc Quang 12' - Đàơ Thế Phong 47' - Tô Đức Cường 58' |     | Nguyễn Đức Thắng 88' |

| LG.HN.ACB                               | 3–1      | Nam Định                |
| --------------------------------------- | -------- | ----------------------- |
| - Lê Anh Dũng 21' - Achilefu 45+1', 80' | Chi tiết | - Nguyễn Trung Kiên 68' |

| Ngân hàng Đông Á Thép Pomina                                                   | 2–1      | Đà Nẵng                     |
| ------------------------------------------------------------------------------ | -------- | --------------------------- |
| - Therdsak Chaiman 36' (pen.) - Nguyễn Hoàng Vương 67' - Pitipong Kuldilok 71' | Chi tiết | - Nuro Amiro Tualbudine 84' |

| Sông Lam Nghệ An   | 1–1 | Bình Dương            |
| ------------------ | --- | --------------------- |
| Phạm Văn Quyến 88' |     | Trương Huỳnh Điệp 65' |

| Đồng Tháp             | 1–2      | Bình Định                                 |
| --------------------- | -------- | ----------------------------------------- |
| - Phan Thanh Bình 78' | Chi tiết | - Lê Minh Mính 18' - Issawa Singthong 60' |

| Hoàng Anh Gia Lai                              | 2–1      | Gạch Đồng Tâm Long An         |
| ---------------------------------------------- | -------- | ----------------------------- |
| - Kiatisuk Senamuang 62' - Nguyễn Minh Hải 76' | Chi tiết | - Ronald Martin Katsigazi 77' |

## Vòng 4
Vòng 4 trở lại vào ngày 6 tháng 2 với 2 trận đấu sớm. 4 trận còn lại đều diễn ra vào chiều ngày 8 tháng 2.
| Hoàng Anh Gia Lai | 6–1      | Nam Định    |
| --- | -------- | ----------- |
| - Kiatisuk Senamuang 12' - Ngô Quang Trường 20' - Nguyễn Minh Hải 29' (ph.đ.), 44' - Trần Hải Lâm 37' - Dương Minh Ninh 88' | Chi tiết | - Amaobi 5' |

| Thể Công         | 0–0      | Bình Định          |
| ---------------- | -------- | ------------------ |
| - Nguyễn Văn Nam | Chi tiết | - Issawa Singthong |

| Ngân hàng Đông Á Thép Pomina                  | 2–1      | LG.HN.ACB                                                              |
| --------------------------------------------- | -------- | ---------------------------------------------------------------------- |
| - Niweat Siriwong 36' - Nguyễn Ngọc Thanh 75' | Chi tiết | - Mauricio Luis Giganti 5' - Vũ Minh Hiếu 30' 62' - Roberto Rosano 62' |

| Bình Dương                                  | 2–0      | Hải Phòng |
| ------------------------------------------- | -------- | --------- |
| - Trương Huỳnh Điệp 55' - Trương Văn Dũ 80' | Chi tiết |           |

| Đà Nẵng                                                                                                | 5–2 | Gạch Đồng Tâm Long An                        |
| --- | --- | -------------------------------------------- |
| - Giang Thành Thông 19' - Rogerio Machado Pereira 31' - Lê Hồng Minh 36' - Quốc Anh 65' - Văn Hùng 85' |     | - Phan Văn Tài Em 76' - Fabio dos Santos 81' |

| Sông Lam Nghệ An                                                  | 3–1 | Đồng Tháp           |
| ----------------------------------------------------------------- | --- | ------------------- |
| - Hồ Thanh Thưởng 35' - Julien Nsengiyumva 52' - Lê Công Vinh 79' |     | Nguyễn Văn Ngân 84' |

## Vòng 5
| Gạch Đồng Tâm Long An   | 0–4      | Sông Lam Nghệ An                                                  |
| ----------------------- | -------- | ----------------------------------------------------------------- |
| - Nguyễn Bạch Thuận 45' | Chi tiết | - Phạm Văn Quyến 44', 75' - Shamo Abbey 49' - Hồ Thanh Thưởng 60' |

| Bình Dương                                     | 2–1      | LG.HN.ACB                   |
| ---------------------------------------------- | -------- | --------------------------- |
| - Kim Dae-chul 45' - Nguyễn Phùng Phi Long 55' | Chi tiết | - Mauricio Luis Giganti 57' |